# Papieska elekcja 1168 (antypapież Kalikst III)
Elekcja we wrześniu 1168 – przeprowadzony po śmierci Paschalisa III wybór Kaliksta III jako trzeciego z kolei antypapieża obediencji wiktoryńskiej, popieranej przez cesarza Fryderyka I Barbarossę przeciwko prawowitemu papieżowi Aleksandrowi III.

## Śmierć Paschalisa III
Antypapież Paschalis III zmarł 20 września 1168 w Rzymie. Był on uznawany za legalnego papieża jedynie w Cesarstwie i w Polsce, przy czym nawet tam poparcie dla niego nie było jednomyślne. Stronnikiem Aleksandra III był np. arcybiskup Eberhard z Salzburga, bardzo silna opozycja przeciw cesarzowi i antypapieżowi była też w Lombardii, gdzie w 1167 roku 22 miasta zawiązały Ligę Lombardzką. Z miast będących członkami ligi usuwano biskupów popierających Paschalisa III i zastępowano zwolennikami Aleksandra III. Los taki spotkał np. kardynała Aicardo Cornazzano, biskupa Parmy. Zbrojna wyprawa Fryderyka do Lombardii w 1167 doprowadziła jedynie do tymczasowej pacyfikacji buntu. Mimo tych trudności Paschalis III sprawował kontrolę nad Rzymem, co do pewnego stopnia równoważyło niewielkie poparcie w Europie.

## Wybór Kaliksta III
Okoliczności wyboru następcy Paschalisa III nie są zbyt dobrze znane. Najprawdopodobniej doszło do niego pod koniec września w Rzymie. Nowym antypapieżem został Johannes de Struma, kardynał biskup Albano i opat klasztoru Struma z kongregacji benedyktynów z Vallombrosa. W 1169 roku wybór zatwierdził cesarz Fryderyk I. W ten sposób trwająca od 1159 roku schizma została przedłużona jeszcze o kolejne dziesięć lat, do 29 sierpnia 1178 kiedy Kalikst III podporządkował się Aleksandrowi III.

## Kardynałowie elektorzy
Na podstawie kontrasygnat bulli Paschalisa III można w przybliżeniu zrekonstruować skład Kolegium Kardynalskiego „obediencji wiktoryńskiej” w 1168 roku. Nie sposób jednak ustalić którzy z tych kardynałów (poza elektem) uczestniczyli w elekcji:
- Johannes de Struma OSBVall (nominacja kardynalska 1163) – kardynał biskup Albano; prymas Świętego Kolegium Kardynałów; opat Struma
- Marcin (3 czerwca 1167[1]) – kardynał biskup Tusculum
- Bibian (22 lutego 1168[1]) – kardynał biskup Palestriny
- Jan (18 grudnia 1159) – kardynał prezbiter S. Pudenziana; protoprezbiter Świętego Kolegium Kardynałów
- Aicardo Cornazzano (23 grudnia 1160[1]) – kardynał prezbiter i biskup Parmy
- Humfryd (10 czerwca 1161[1]) – kardynał prezbiter S. Susanna
- Albert (1163) – kardynał prezbiter S. Crisogono
- Lando Sitino (18 grudnia 1159) – kardynał diakon S. Angelo in Pescheria; protodiakon Świętego Kolegium Kardynałów
- Gerard (18 grudnia 1159[1]) – kardynał diakon S. Maria in Aquiro
- Stefan (22 lutego 1168[1]) – kardynał diakon bez tytułu
- Giovanni Sculcula (22 lutego 1168[1]) – kardynał diakon bez tytułu
- Otto (22 lutego 1168[1]) – kardynał diakon bez tytułu
- Wido (22 lutego 1168[1]) – kardynał diakon bez tytułu

Sześciu spośród tych kardynałów mianował Paschalis III, a siedmiu Wiktor IV.

## Uzupełniające źródła internetowe
- S. Miranda: Elekcja 1168
- S. Miranda: pseudokardynałowie Wiktora IV i Paschalisa III